# Borodulicha
Borodulicha (ryska: Бородулиха) är en ort i Kazakstan.   Den ligger i oblystet Östkazakstan, i den östra delen av landet, 700 km öster om huvudstaden Astana. Borodulicha ligger 316 meter över havet och antalet invånare är 5 931.
Terrängen runt Borodulicha är huvudsakligen platt. Borodulicha ligger nere i en dal. Runt Borodulicha är det mycket glesbefolkat, med 7 invånare per kvadratkilometer. Det finns inga andra samhällen i närheten. I omgivningarna runt Borodulicha växer i huvudsak blandskog.